# Embaixada da Indonésia em Brasília
A Embaixada da Indonésia em Brasília é a principal representação diplomática indonésia no Brasil.
Está localizada na quadra SES 805, Lote 20, no Setor de Embaixadas Sul, na Asa Sul. O atual embaixador é Edi Yusup.

## História

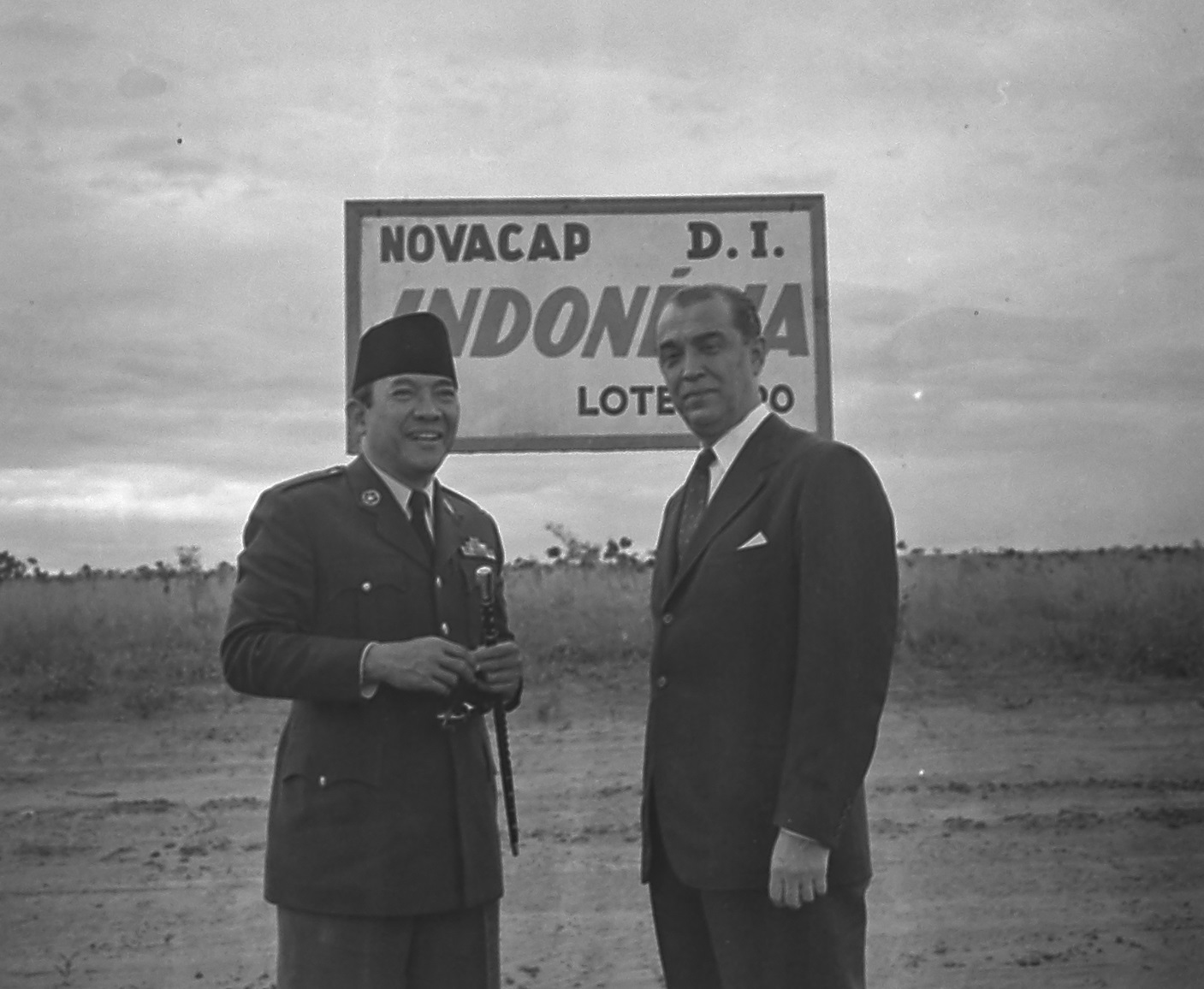
Os então presidentes da Indonésia e do Brasil, Sukarno e Juscelino Kubitschek, diante do terreno reservado a embaixada em 1959.

A primeira embaixada indonésia no Brasil foi instalada em 1953, no Rio de Janeiro. Assim como outros países, a Indonésia recebeu de graça um terreno no Setor de Embaixadas Sul na época da construção de Brasília, medida que visava a instalação mais rápida das representações estrangeiras na nova capital. A embaixada foi instalada na cidade em 1982.
A representação teve atuação diplomática em episódios envolvendo os dois países, como durante a invasão indonésia ao Timor-Leste, que, sendo uma ex-colônia portuguesa como o Brasil, recebeu a solidariedade brasileira, e nos recentes episódios onde brasileiros condenados foram executados no país, que tem pena de morte.

## Arquitetura

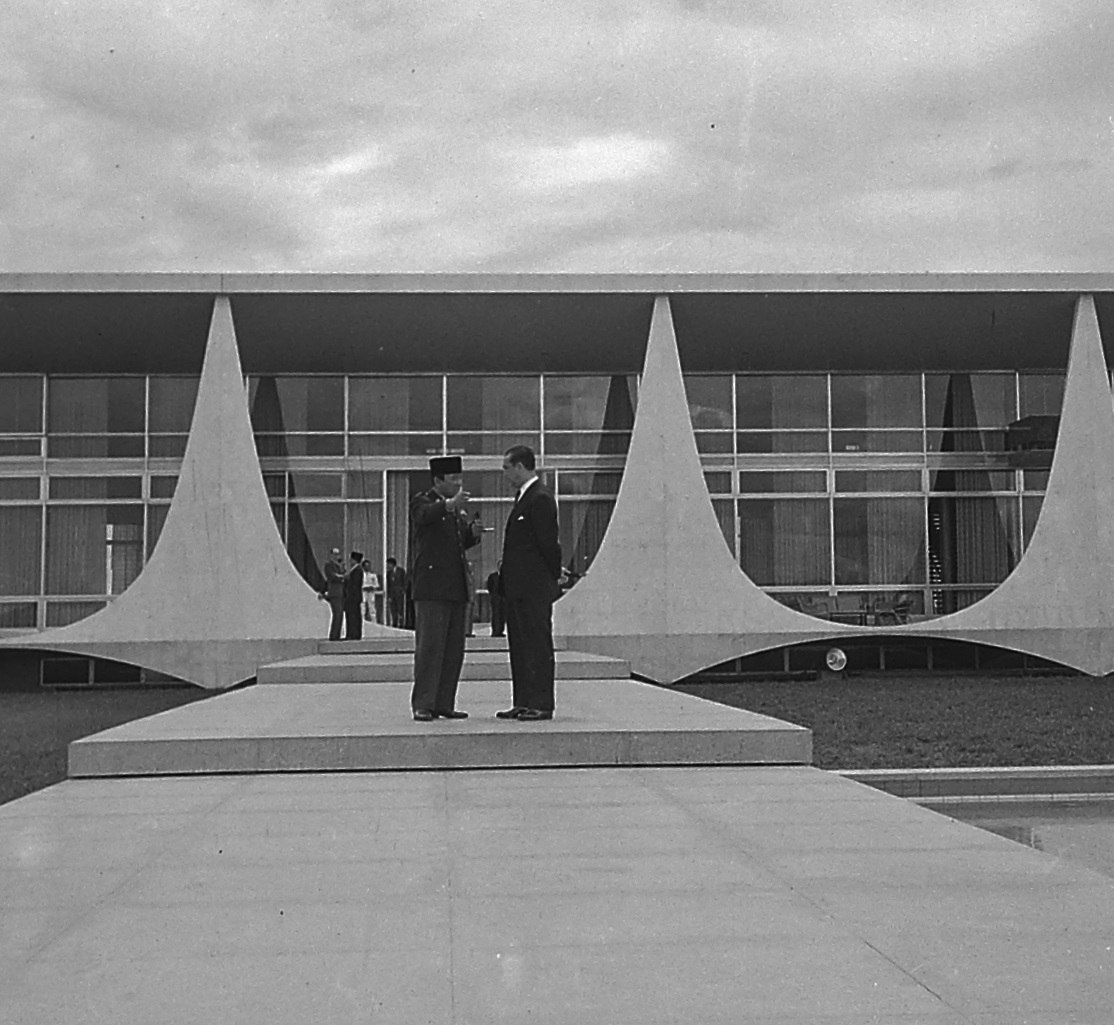
Sukarno sendo recebido por Kubitschek no Palácio do Alvorada

Bambang Heru Laskar foi o arquiteto responsável pela obra da embaixada, que durou dois anos. O prédio remete ao estilo das casas dos Toraja, um grupo étnico do país, que vive nas regiões montanhosas do Sulawesi. As casas Toraja, consideradas sagradas, tem a forma do teto parecida com a de um barco, que representa a importância do mar para o povo local.
Mais tarde, em 1987, foi feita a residência do embaixador. Em 2010, o então embaixador fez de um dos cômodos uma galeria da cultura indonésia, cheia de objetos tradicionais indonésios como fantoches de teatro de sombra Wayang, peças de Batik, o punhal tradicional Kris, uma escultura do Garuda em madeira e bonecas vestidas em trajes típicos.

## Serviços
A embaixada realiza os serviços protocolares das representações estrangeiras, como o auxílio aos indonésios que moram no Brasil e aos visitantes vindos da Indonésia e também para os brasileiros que desejam visitar ou se mudar para o país asiático - são estimados cerca de trinta mil turistas brasileiros no país todos os anos, além de mil brasileiros residentes. Além da embaixada, a Indonésia conta com mais quatro consulados honorários, no Rio de Janeiro, em Belo Horizonte, em Recife e em Blumenau.
Outras ações que passam pela embaixada são a relação diplomática com o governo brasileiro nas áreas política, econômica, cultural e científica. O Brasil é considerado o parceiro mais importante da Indonésia na América do Sul.